# Neanias subapterus
Neanias subapterus är en insektsart som beskrevs av Heinrich Hugo Karny 1924. Neanias subapterus ingår i släktet Neanias och familjen Gryllacrididae. Inga underarter finns listade i Catalogue of Life.